# Backbone (álbum)
Backbone es el álbum debut de la banda británica de pop punk Roam. La banda después de publicar dos EP de manera independiente firma con Hopeless Records en 2014 y en 2015 anuncia el próximo lanzamiento de Backbone.

## Producción
La grabación tuvo lugar en Steel Studio City en Sheffield, FutureWorks Estudios en Mánchester y Molino Farm Bank Estudios en East Sussex. Drew Lawson produjo el álbum. Phil Gornell se encargó del proceso de ingeniería con la ayuda de Subvención Berry, Oliver Horner y Rian Dawson. Matt Wilson, de Set Your Goals /Chains actúa como vocalista invitado en "Deadweight". Elliott Ingham realiza la batería adicional. Lawson mezcló el álbum, mientras que Berry lo masterizo.

## Promoción
El 11 de octubre de 2016, un video musical de para "Deadweight" fue publicado mediante Hopeless. El 13 de diciembre de 2016, un vídeo musical para "Hopeless Case" . El 9 de marzo de 2016, un vídeo musical para "Tracks" fue publicado.

## Lanzamiento
El álbum fue lanzado el 22 de enero de 2016 a través de Hopeless. Luego del lanzamiento Roam fue co-cabeza de cartel de Sum 41. La banda ya fue confirmada como parte del line-up del Warped Tour 2016.

## Lista de canciones
Todas las letras escritas por Roam, toda la música compuesta por Roam. 
| N.º   | Título               | Duración |  |
| 1.    | «"The Desmond Show"» | 0:27     |  |
| 2.    | «"Cabin Fever"»      | 3:10     |  |
| 3.    | «"Deadweight"»       | 3:04     |  |
| 4.    | «"All the Same"»     | 2:21     |  |
| 5.    | «"Hopeless Case"»    | 3:16     |  |
| 6.    | «"Bloodline"»        | 3:06     |  |
| 7.    | «"R.I.P in Peace"»   | 3:07     |  |
| 8.    | «"Tracks"»           | 3:22     |  |
| 9.    | «"Head Rush"»        | 3:19     |  |
| 10.   | «"Goodbyes"»         | 2:32     |  |
| 11.   | «"Tell Me"»          | 3:55     |  |
| 12.   | «"Leaving Notice"»   | 3:32     |  |
| 35:11 |                      |          |  |